# Ганзен, Владимир Александрович
Влади́мир Алекса́ндрович Ганзен (2 февраля 1927—1997) — советский и российский психолог, доктор психологических наук, профессор Ленинградского / Санкт-Петербургского государственного университета, автор методики системного описания целостных объектов.

## Биография
Родился 2 февраля 1927 года в городе Волховстрой (ныне Волхов Ленинградской области). В 1951 году окончил физический факультет Ленинградского государственного университета.
С 1951 по 1952 годы работал мастером ОТК на заводе в Уфе, с 1952 по 1959 годы преподавал физику и математику в средней школе села Россошь и г. Лиски Воронежской области. С 1959 года — старший инженер лаборатории физиологической кибернетики физиологического института им. А. А. Ухтомского ЛГУ. В этот период его научные интересы были сосредоточены в области церебральной топоскопии — им был создан оригинальный прибор, позволяющий изучать некоторые важные аспекты динамики высшей нервной деятельности. С 1966 по 1967 годы работал младшим научным сотрудником в ЛГУ.
В 1965 году В. А. Ганзен защитил кандидатскую диссертацию, в 1975 году — докторскую («Проблема отображения целостных объектов человеком»). 
В течение 30 лет преподавал на факультете психологии ЛГУ/СПбГУ, работая сначала ассистентом, доцентом, профессором кафедры эргономики и инженерной психологии, а в дальнейшем — профессором кафедры общей психологии.
Основные исследования В. А. Ганзена связаны с разработкой системного подхода в общей психологической теории.
Умер  в октябре 1997 года.

## Научная деятельность
Итогом его научной деятельности стали 90 печатных работ. Будучи профессором кафедры общей психологии, он осуществлял руководство диссертационными работами аспирантов и соискателей. Он читал авторские курсы лекций: «Основы общей психологии», «Психические процессы», «Психология личности», «Системные методы в психологии».
Монографии В. А. Ганзена использовались в качестве учебного пособия в курсе «Введение в кибернетику и системные методы психологии». Под его редакцией был издан «Практикум по инженерной психологии». Он много лет руководил специализацией «Общая и экспериментальная психология» и семинаром по «Психологии восприятия» в Доме учёных Ленинграда.
В монографии «Системные описания в психологии», выпущенной в 1984 году издательством ЛГУ, В. А. Ганзен сформулировал постулат: «Любая реальность наблюдаемого мира описывается пространственными, временными, энергетическими и информационными характеристиками». Эти четыре общенаучных понятия — пространство, время, энергия и информация — описываются Ганзеном как единый общенаучный базис.
В. А. Ганзен часто цитировал философов древности и особенно Гераклита, которого называл своим учителем; «я учился у природы и Гераклита» — любил повторять он. Великое гераклитово «всё есть одно, и одно есть всё» он перефразировал в «мудрость не в многознании, а в том, чтобы видеть общее в разном!».